# Петровце (округ Рімавска Собота)
Петровце (словац. Petrovce, угор. Gömörpéterfala) — село, громада в окрузі Рімавска Собота, Банськобистрицький край, Словаччина. Кадастрова площа громади — 19,10 км². Населення — 224 осіб (за оцінкою на 31 грудня 2017 р.).
Перша згадка 1427 року.

## Населення
| Рік:            | 1994. | 2004.   | 2014.    | 2024.   |
| --------------- | ----- | ------- | -------- | ------- |
| Кількість осіб: | 296   | 259     | 233      | 210     |
| Різниця:        |       | -12,5 % | -10,03 % | -9,87 % |

| Рік:            | 2023. | 2024.   |
| --------------- | ----- | ------- |
| Кількість осіб: | 201   | 210     |
| Різниця:        |       | +4,47 % |